# Martin Rowe
Martin Rowe (ur. 24 czerwca 1971) – brytyjski kierowca rajdowy. Ma za sobą starty w Mistrzostwach Świata. Był mistrzem swojego kraju oraz Chin, a także zwyciężył w serii Production Cars WRC w 2003 roku.
W 1994 roku Rowe zadebiutował w Rajdowych Mistrzostwach Świata. Pilotowany przez Chrisa Wooda i jadący Peugeotem 306 S16 zajął wówczas 14. miejsce w Rajdzie Wielkiej Brytanii. W latach 1997–1999 zaliczał sporadyczne występy w Mistrzostwach Świata samochodem Renault Mégane Maxi. W 1999 roku podczas Rajdu Australii zajął 10. pozycję, najwyższą w historii swoich startów w MŚ. Sukces ten powtórzył potem jeszcze tylko w 2003 roku w Rajdzie Cypru. W 2002 roku brał udział zarówno w Junior WRC startując Fordem Pumą S1600, jak i w Production Cars WRC (Mitsubishi Lancer Evo 7). W JWRC zajął 11. pozycję, a w PCWRC - 6. Z kolei w 2003 roku zdobył 43 punkty w Production Cars WRC i wywalczył mistrzostwo świata tej serii. W PCWRC wygrał Rajd Australii, a w Rajdzie Cypru i Rajdzie Niemiec zajmował 2. pozycję. Od 2004 roku nie startuje w Mistrzostwach Świata.
Swój debiut rajdowy Rowe zaliczył w 1990 roku. W 1998 roku startując Renault Mégane Maxi wywalczył tytuł rajdowego mistrza Wielkiej Brytanii. Z kolei w 2001 roku jako kierowca Forda Pumy S1600 sięgnął po mistrzostwo serii Formula Rally for Drivers.

## Występy w mistrzostwach świata
| Sezon | Zespół                      | Samochód                                | 1      | 2          | 3          | 4          | 5         | 6         | 7             | 8         | 9             | 10            | 11        | 12        | 13        | 14 | 15 | 16 | Punkty | Miejsce |
| ----- | --------------------------- | --------------------------------------- | ------ | ---------- | ---------- | ---------- | --------- | --------- | ------------- | --------- | ------------- | ------------- | --------- | --------- | --------- | -- | -- | -- | ------ | ------- |
| 1994  | Peugeot Sport               | Peugeot 306 S16                         | Monako | Portugalia | Kenia      | Francja    | Grecja    | Argentyna | Nowa Zelandia | Finlandia | Włochy        | 14            |           |           |           |    |    |    | 0      | -       |
| 1997  | Renault Dealer Rallying     | Renault Mégane Maxi                     | Monako | Szwecja    | Kenia      | Portugalia | Hiszpania | Francja   | Argentyna     | Grecja    | Nowa Zelandia | Finlandia     | Indonezja | Włochy    | Australia | NU |    |    | 0      | -       |
| 1998  | Renault Dealer Rallying UK  | Renault Mégane Maxi                     | Monako | Szwecja    | Kenia      | Portugalia | Hiszpania | 14        | Argentyna     | Grecja    | Nowa Zelandia | Finlandia     | NU        | Australia | NU        |    |    |    | 0      | -       |
| 1999  | Renault Elf Dealer Rallying | Renault Mégane Maxi                     | Monako | Szwecja    | Kenia      | 19         | Hiszpania | NU        | Argentyna     | Grecja    | Nowa Zelandia | 19            |           | 17        | 10        | 18 |    |    | 0      | -       |
| 2001  | Martin Rowe                 | Ford Puma S1600                         | Monako | Szwecja    | Portugalia | Hiszpania  | Argentyna | Cypr      | Grecja        | Kenia     | NU            | Nowa Zelandia | 25        | Francja   | Australia | NU |    |    | 0      | -       |
| 2002  | Martin Rowe                 | Ford Puma S1600 Mitsubishi Lancer Evo 7 | NU     | 38         | 21         | 30         | NU        | Argentyna | 24            | Kenia     | NU            | 19            | NU        | 15        | 21        | NU |    |    | 0      | -       |
| 2003  | Martin Rowe                 | Subaru Impreza WRX STi                  | Monako | 29         | Turcja     | 18         | Argentyna | Grecja    | 10            | 24        | Finlandia     | 15            | Włochy    | 18        | Hiszpania | NU |    |    | 0      | -       |